# Граб, Феоктист Аристархович
Феоктист (Феликс) Аристархович Граб (1892—1949) — деятель РККВФ, генерал-майор авиации.

## Биография
Родился в украинской рабочей семье кузнеца. Получил начальное образование, окончив четыре класса общеобразовательной школы. С детских лет помогал отцу в кузнице, слесарил, а когда началась Империалистическая война, был призван в царскую армию служить мотористом в авиаотряд. В период 1-й мировой войны окончил курсы авиатехников при политехническом институте и Гатчинскую школу лётчиков. В 1914—1917 на военной службе в царской военной авиации, стал пилотом, по непроверенным данным являлся кавалером трёх Георгиевских крестов.
Во время Октябрьской революции принимал участие в разоружении войск Керенского и Краснова, захватил семь самолётов и организовал отряд авиаторов, с которым неоднократно участвовал в боях против белогвардейцев. С ноября 1917 служит в Красной гвардии, а уже со следующего года в Рабоче-Крестьянском Красном Воздушном флоте, участвуя в боях и сражениях Гражданской войны. 16 октября 1918, как представитель лётно-подъёмного состава 1-й Тверской авиационной группы РККВФ, вместе с лётным наблюдателем И. (А.?) Шульцем, пилотируя самолёт «Сопвич полуторастоечный», оснащённый пулемётом фирмы «Гочкисс» сбил в воздушном бою белогвардейский самолёт «Ньюпор 17» прапорщика П. Н. Владимирова (последний тогда погиб) из 33-го корпусного авиаотряда Сибирской армии, и эта победа стала первой документально подтверждённой воздушной победой Красной армии. Был награждён орденом Красного Знамени РСФСР и золотыми часами от ВЦИК. Весной 1919 командовал авиаотрядом, который взаимодействовал с частями дивизии Н. А. Щорса.
С 1919 находился на должностях среднего и старшего комсостава, на 1 декабря 1921 являлся командиром 44-го отдельного авиационного отряда РККВФ, в 1923 инструктором 2-й (Борисоглебской) военной школы лётчиков. Был прекрасным методистом, его курсанты отличались высокой лётной успеваемостью и, подражая своему инструктору, много и усердно занимались. В 1929 был переведён в Академию имени И. Е. Жуковского командиром авиаотряда, а позднее работал в штабе Реввоенсовета.
С 1 апреля 1939 по 12 ноября 1941 инспектор-лётчик Главной инспекции управления авиации Центрального совета Осоавиахима (ЦС ОАХ) СССР, а затем начальник сектора в отделе авиационного снабжения Главосоавиахимснаба. Кандидат в члены ВКП(б) с 1941. Приказом председателя ЦС ОАХ за № 324 от 4 сентября 1942 исключён из списков командно-строевого состава оборонного общества как откомандированный обратно в ВВС РККА. Дальнейшая судьба неизвестна. Похоронен на Ваганьковском кладбище.

### Семья
Жена — Наталья Андреевна (20.08.1901—03.10.1976)
Сын — Валентин Феоктистович (1924—1976), бортинженер, погиб в авиакатастрофе на самолёте АН-24РВ.

### Звания
- старший унтер-офицер, 1910-е;
- майор, 14 мая 1936;
- подполковник, 11 сентября 1940;
- полковник, 9 января 1941;
- генерал-майор авиации, предположительно в послевоенный период.

### Награды
- орден Красного Знамени РСФСР, 1918;
- наградные часы от ВЦИК;
- медаль «XX лет РККА», 1938.